# Джастер, Кеннет
Ке́ннет Иэ́н Джа́стер (англ. Kenneth Ian Juster; род. 24 ноября 1954, Нью-Йорк, Нью-Йорк, США) — американский государственный служащий, почётный член Совета по международным отношениям, старший советник в глобальной юридической фирме Freshfields Bruckhaus Deringer. Посол Соединённых Штатов в Индии с 2017 года по 2021 год. Ранее он занимал должность заместителя помощника президента по международным экономическим вопросам и заместителя директора Национального экономического совета при правительстве Соединённых Штатов с января по июнь 2017 года.
Заместитель министра торговли по вопросам промышленности и безопасности с 2001 по 2005 год, и. о. советника Госдепартамента США с 1992 по 1993 год.

## Биография
Джастер получил юридическое образование в Гарвардской школе права, степень магистра в области государственной политики в Школе управления им. Джона Ф. Кеннеди в Гарварде и степень бакалавра искусств в области государственного управления (Phi Beta Kappa) в Гарвардском колледже. Будучи студентом в Гарварде, он был научным сотрудником профессора Сэмюэля Ф. Хантингтона и написал свою дипломную работу по внешней политике Японии под руководством профессора Эдвина Райшауэра. Джастер был студентом по обмену в Таиланде в 1971 году.
Он был партнёром в глобальной инвестиционной компании Warburg Pincus. До этого он работал на руководящих должностях в Государственном департаменте США и Министерстве торговли США, занимался юридической практикой в фирме Arnold & Porter в качестве старшего партнёра и был старшим руководителем в компании-разработчике salesforce.com. Он также занимал должности председателя консультативного комитета Центра Weatherhead международных дел в Гарвардском университете, председателя Freedom House, вице-председателя Фонда Азии и члена Трёхсторонней комиссии. Он является членом Совета по международным отношениям и Американской академии дипломатии.
Джастер работал приглашённым научным сотрудником в Гарвардской школе государственного управления им. Кеннеди в 2010 и 2011 годах, а также в Совете по международным отношениям в 1993 году; в 1980 и 1981 годах работал клерком судьи Джеймса Л. Оукса в Апелляционном суде США второго округа; и в Совете национальной безопасности в 1978 году.

## Награды и звания
- Член Консультативного комитета Президента США по торговой политике и переговорам с 2007 по 2010 год.
- Офицерский крест ордена «За заслуги» от президента Федеративной Республики Германия «за вклад в американо-германские отношения» (2006)
- Премия и медаль министра торговли имени Уильяма К. Рэдфилда (2005)
- Орден Васко Нуньеса де Бальбоа и медаль президента Панамы «за вклад в отношения США и Панамы» (2004)
- Премия Blackwill от Делового совета США—Индия «за вклад в отношения США—Индия» (2004)
- Премия дружбы от Делового совета США—Панама «за вклад в отношения США—Панама» (2002, 2004)
- Премия и медаль Государственного секретаря «за выдающиеся заслуги» (1993)
- Заслуженный выпускник средней школы Скарсдейла (2007)